# Platyoides fitzsimonsi
Espèce
Platyoides fitzsimonsi est une espèce d'araignées aranéomorphes de la famille des Trochanteriidae.

## Distribution
Cette espèce est endémique de Namibie.

## Description
La femelle décrite par Platnick en 1985 mesure 9,00 mm.

## Étymologie
Cette espèce est nommée en l'honneur de Vivian Frederick Maynard FitzSimons.

## Publication originale
- Lawrence, 1938 : Transvaal Museum Expedition to South-West Africa and Little Namaqualand, May to August 1937. Spiders. Annals of the Transvaal Museum, vol. 19, p. 215-226.